# Cacostatia acutipennis
Cacostatia acutipennis là một loài bướm đêm thuộc phân họ Arctiinae, họ Erebidae.